# Vladimir Kovačević
Vladimir „Vladica” Kovačević (cyr. Bлaдимиp Ковачевић; ur. 7 stycznia 1940 w Ivanjicy, zm. 28 lipca 2016 w Belgradzie) – jugosłowiański piłkarz i trener piłkarski, grający podczas kariery zawodniczej na pozycji napastnika w klubach: Partizan Belgrad, FC Nantes i Angers SCO oraz w reprezentacji Jugosławii. Uczestnik Mistrzostw Świata 1962. W latach 1981–1983 był trenerem Olympique Lyon.
W reprezentacji zadebiutował 10 kwietnia 1960 w meczu z Izraelem (1:2).